# Rötz
Rötz er en by i Landkreis Cham i Regierungsbezirk Oberpfalz i den østlige del af den tyske delstat Bayern, med godt 3.500 indbyggere.

## Geografi
Byen ligger i Oberpfälzer Wald, nogle steder kun 14 kilometer fra den tjekkiske grænse. I nord og vest grænser kommunen til Landkreis Schwandorf.
Følgende landsbyer og bebyggelser ligger i kommunen: Steegen, Pillmersried, Voitsried, Kleinenzenried, Bernried, Hillstett, Marketsried, Schatzendorf, Grassersdorf, Heinrichskirchen, Diepoltsried, Güttenberg, Berndorf, Fahnersdorf, Thanmühle, Bauhof, Gmünd, Grub, Katzelsried, Wenzenried, Hetzmannsdorf, Meigelsried, Trobelsdorf, Hermannsbrunn, Saxmühle, Gänsschnabl, Schellhof, Beinhof.

### Seværdigheder
På den 706 meter høje Schwarzwihrberg ligger ruinen af Burg Schwarzenburg.